# Heribert Koch (Pianist)
Heribert Koch (* 1961) ist ein deutscher Pianist, Klavierpädagoge und Dozent.

## Leben und Wirken
Nach dem Abitur am Burgau-Gymnasium Düren studierte Koch in Köln, Karlsruhe und London Musik. Er besuchte Meisterkurse u. a. bei Tatjana Petrowna Nikolajewa und Mieczysław Horszowski. In London lernte er bei Peter Feuchtwanger, den er auch später in seinen Meisterkursen gelegentlich unterstützte.
Der Pianist setzt sich neben der Pflege des Standardrepertoires immer wieder für seltener gespielte Werke ein. Die Jubilare 2010/11, Schumann, Chopin und Liszt präsentierte er u. a. in Paris, London, Ljubljana, Novi Sad, Kristiansund, Prag, Sankt Petersburg und Pristina sowie in Australien. 
Koch ist Präsidiumsmitglied der European Piano Teachers Association (EPTA) in Deutschland, einem internationalen Zusammenschluss von Klavierlehrern, den er in den Jahren 2012/2013 und 2019/2020 als Präsident leitete. Er ist weltweit als Juror von Musikwettbewerben unterwegs, unterrichtet als Honorarprofessor an der Musikhochschule Münster und gibt seit 2014 regelmäßig Meisterkurse.
Heribert Koch wohnt in Langerwehe.

## Werke
- César Franck: Souvenirs d'Aix-la-Chapelle op. 7 pour Pianoforte, herausgegeben von Heribert Koch, Verlag Dohr
- César Franck: Trois Petits Riens op. 16 pour le Piano, herausgegeben von Heribert Koch, Verlag Dohr
- César Franck: Quatre Mélodies pour le piano, herausgegeben von Heribert Koch, Verlag Dohr